# Идентификационный номер населённого пункта (Босния и Герцеговина)
Идентификационный номер населённого пункта в Боснии и Герцеговине (босн. Matični broj naseljenog mjesta u Bosni i Hercegovini), также Матичный номер — номер статистического регистра административно-территориальной единицы Боснии и Герцеговины. Подобные номера обеспечивают возможность обработки данных, собранных в ходе переписи населения, домашних хозяйств и жилищ. Преимущественно относятся к территориальному распределению населения в стране и таким характеристикам, как демографические, географические, социально-экономические, культурные и т. д. и другим характеристикам.

## Принципы
Система идентификационных номеров Единого реестра территориальных единиц основывается на следующих принципах:
- однозначность, которая обеспечивает однозначную идентификацию территориальной единицы на всей территории страны,
- постоянство, обеспечиваемое использованием данных номеров,
- возможность автоматического управления, достигаемая путём установки контрольного номера по модулю 11, присваиваемого путём включения всех кодов, однозначно идентифицирующих территориальную единицу,
- уникальность,
- возможность длительного использования[1].

## Структура
Идентификационный номер может насчитывать пять цифр для общины, шесть цифр для населённого пункта или единицы местного самоуправления, семь цифр для статистического округа. Первая цифры каждого идентификационного номера соответствует одному из трёх энтитетов в стране (1 — Федерация Боснии и Герцеговины, 2 — Республика Сербская, 3 — Округ Брчко).